# Graefestraße

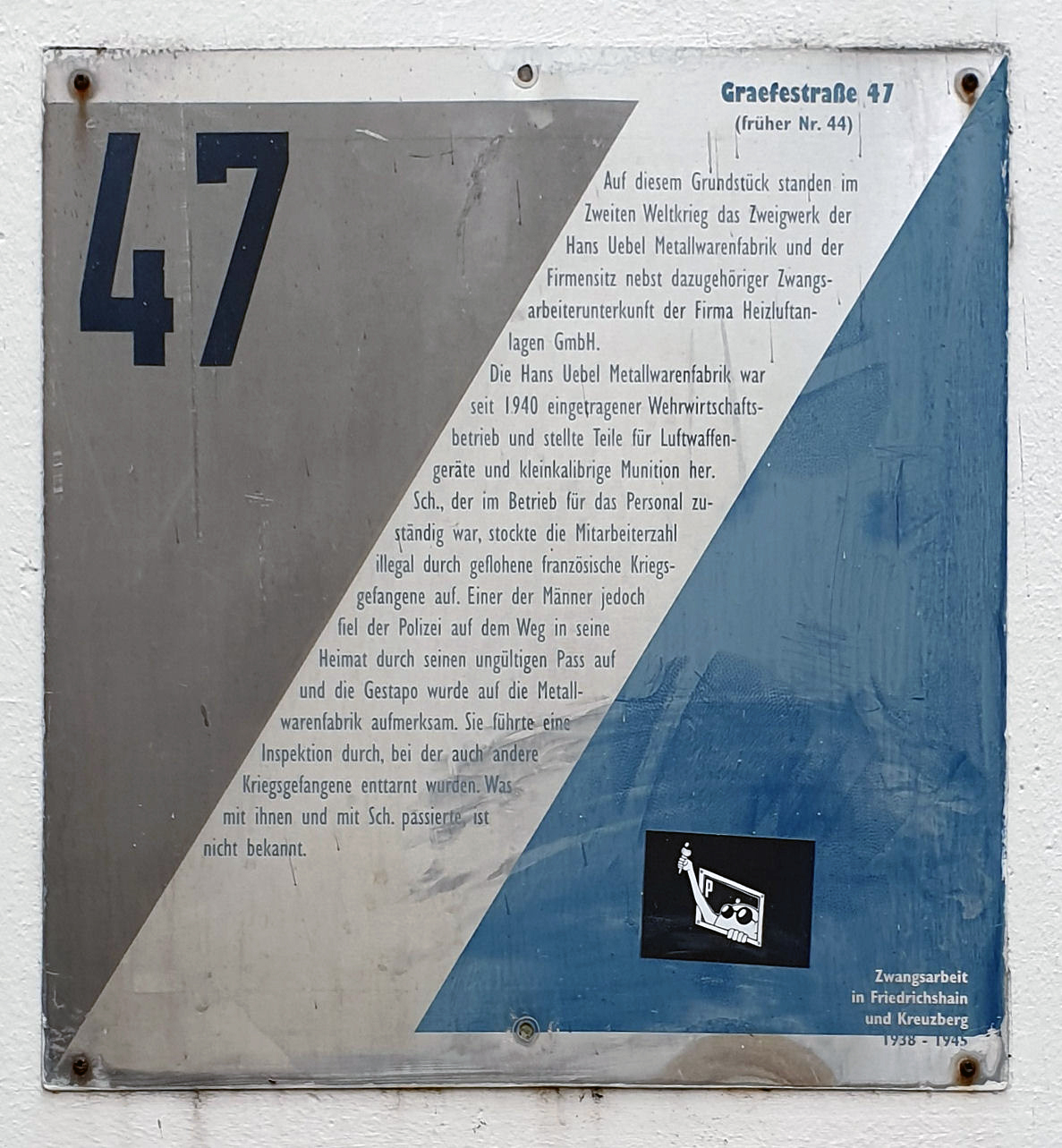
Gedenktafel am Haus Graefestraße 47 in Berlin-Kreuzberg

Die Graefestraße verläuft im Berliner Ortsteil Kreuzberg vom Landwehrkanal (Planufer) bis zur Hasenheide in südwestlicher Richtung. Die Straße wurde gemäß dem Hobrechtschen Bebauungsplan, Abteilung II, als Straße 7 angelegt und am 1. Dezember 1875 nach dem Augenarzt Albrecht von Graefe benannt.
Als Graefekiez wird das gesamte Viertel zwischen dem Kottbusser Damm im Osten, dem Landwehrkanal im Norden, der Straße Hasenheide im Süden und der Grimm-/Körtestraße bzw. dem Urbankrankenhaus im Westen bezeichnet. Hier wohnen rund 20.000 Personen (Stand: Frühjahr 2022).

## Geschichte
Das Gebiet um die spätere Graefestraße wurde in den 1860er Jahren nach Plänen von Peter Joseph Lenné erschlossen. Zunächst gehörte es zur Tempelhofer Vorstadt. Der größte Teil der Bebauung erfolgte in den Jahren 1890–1900. Unter Denkmalschutz stehen die 1888–1890 errichteten Gebäude der heutigen Albrecht-von-Graefe-Schule in der Graefestraße 85–88.
Von starken Schäden des Zweiten Weltkriegs blieben große Teile der Graefestraße verschont. Deshalb besteht zwischen Planufer und Urbanstraße noch eine fast einheitliche Gründerzeitbebauung mit gleichmäßiger Traufhöhe. Lediglich die Fassadengestaltung orientierte sich seit den Nachkriegsjahren eher an wirtschaftlichen, als an denkmalschützerischen Gesichtspunkten. Seit 1995 steht das Viertel unter Milieuschutz.

## Sozialstruktur
Der nördliche und südliche Teil der Graefestraße (oberhalb und unterhalb der Urbanstraße) unterscheiden sich stark in architektonischer und sozialer Hinsicht: Im südlichen Abschnitt zwischen Urbanstraße und Hasenheide überwiegen der soziale Wohnungsbau. Im nördlichen Teil der Straße wurden zahlreiche Altbauten saniert und das Mietniveau stark angehoben. Hier findet eine weitere Welle der Gentrifizierung statt:
Der alternden Alternativkultur der 1980er Jahre folgt seit 2002 ein Zuzug vermeintlich jüngerer Gutverdienender, zumal der Kiez mit seiner prosperierenden Kneipenkultur inzwischen wieder sehr „angesagt“ ist. Allerdings wird dieser Effekt möglicherweise durch die Erschließung des nahen Reuterkiezes (umgangssprachlich Nordneukölln bzw. Kreuzkölln genannt) abgebremst, der inzwischen die Kreativszene anzieht.
Durch die Gentrifizierung des Gebietes und die zunehmend touristische Erschließung steigen die Mieten stetig, sodass viele der früheren Hausbewohner abwandern.

## Infrastruktur
Die Graefestraße liegt zwischen drei Schulen und ist auf Höhe der Böckhstraße für den Durchgangsverkehr gesperrt. Diese kommunalpolitische Maßnahme sorgte bei vielen alteingesessenen Einzelhändlern für Unmut – mussten doch einige kleine Läden im Kiez mangels Fahrkundschaft schließen. Neue Händler setzen auf alternative und bessergestellte Kundschaft, zum Beispiel mit Spezialitätenangeboten (Lakritzgeschäft) oder mit Kunstgegenständen und Innendekor.
Von der verkehrsberuhigten Lage profitiert inzwischen vor allem die Gastronomie. So hat sich die Graefestraße in den 2010er Jahren zu einer Ausgehmeile verwandelt mit internationaler Küche, aber auch vielen Cafés und Nachtbars für Touristen. Die damit verbundene Lärmentwicklung sowie die steigenden Mieten führen mitunter zu Spannungen in der Anwohnerschaft.

## Verkehrsmodellprojekt
Laut Beschlussantrag der rot-grünen Koalition im Bezirk Friedrichshain-Kreuzberg vom April 2022 soll der nördliche Teil des Graefekiezes demnächst eingeschränkt autofrei werden. Alle Straßen sollen mit Parklets bestückt und als Spielstraßen ausgewiesen werden, Ausnahmen vom Parkverbot soll es nur noch für behinderte Autobesitzer geben sowie ausgewiesene Carsharing-Parkplätze. Zum Parken soll das im Nachbarbezirk vorhandene Parkhaus am Hermannplatz dienen. Dieses Modellprojekt wird von der Mehrheit der Bewohner unterstützt. Termine für diese Idee sind noch nicht genannt worden, desgleichen fehlt noch ausreichende Klarheit über die Rechtmäßigkeit eines solchen Vorgehens und Festlegungen zur Durchsetzung.
Ein vom Fraktionsvorsitzenden der CDU in der Bezirksverordnetenversammlung lancierter Einwohnerantrag bezeichnet das Vorhaben als familienfeindlich, nicht behindertengerecht, es verringere wegen größeren Wegen zum Parkplatz die Sicherheit, sei bürgerfeindlich, anwohnerfeindlich, kiezfeindlich, erleichtere nicht die Parkplatzsuche und wäre, weil private Parkplätze nicht betroffen wären, ungerecht. Umgekehrt gibt es Kritik, dass sich die Verkehrssicherheit, Aufenthaltsqualität und Lärmbelastung erst bei einer Sperrung für den fahrenden Verkehr stärker verbessern würden, und dass Vorteile für Elektroautos fehlen.